# Chlorogomphus brunneus
Chlorogomphus brunneus là loài chuồn chuồn trong họ Chlorogomphidae. Loài này được Oguma mô tả khoa học đầu tiên năm 1926.

## Hình ảnh

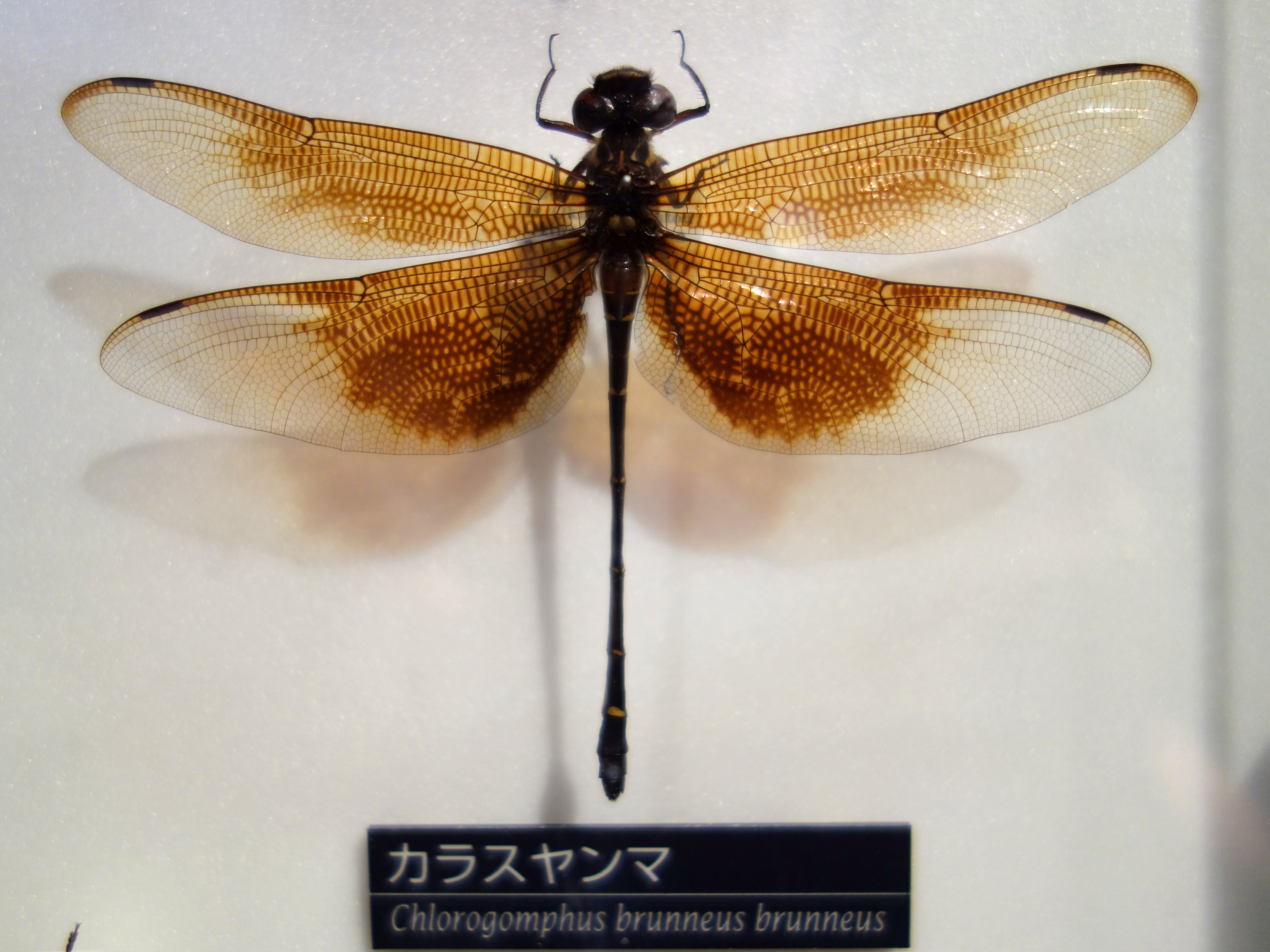